# Gonodactyloidea
Gonodactyloidea W. Giesbrecht, 1910 è una superfamiglia di crostacei appartenente all'ordine Stomatopoda.

## Tassonomia
Si suddivide in sette famiglie:
- Alainosquillidae Moosa, 1991
- Gonodactylidae Giesbrecht, 1910
- Hemisquillidae Manning, 1980
- Odontodactylidae Manning, 1980
- Protosquillidae Manning, 1980
- Pseudosquillidae Manning, 1977
- Takuidae Manning, 1995